# Aeroportul Toledo (Brazilia)
Aeroportul Toledo (Brazilia) (IATA: TOW, ICAO: SBTD) este un aeroport din Paraná, Brazilia ce deservește zona Toledo⁠(d). Aeroportul a fost tranzitat în 2022 de 19.375 de pasageri. A fost numit după zona deservită.
Situat la o altitudine de 562 m, aeroportul dispune de 1 pistă. Este operat de Toledo⁠(d).

## Infrastructură

### Piste
Aeroportul dispune de o singură pistă. Pista 1/19 are suprafața de asfalt și dimensiunile 1.670 m × 30 m. 